# Государственный мемориальный музей Булата Окуджавы в Переделкине
Государственный мемориальный музей Б. Ш. Окуджавы  — учреждение культуры литературного профиля.
Расположен на территории поселения Внуковское в Новомосковском административном округе Москвы, ДСК «Мичуринец», ул. Довженко, 11.
Музей проводит «Булатовы субботы» — концерты мастеров искусств и встречи с представителями творческих профессий (в летний период с мая по сентябрь) и «Булатовы воскресенья» (круглогодично).

## История
Основан 22 августа 1998 года, открыт 31 октября 1999 года.
Большую роль в организации музея сыграл литературовед, архивист и собиратель голосов писателей и поэтов Лев Шилов (1932—2004).
В 2004 году музей был переведён из федерального подчинения в областное, после долгой борьбы в 2012 году федеральный статус был возвращён.
В июне 2017 года переименован .

## Экспозиция
В двух отдельно стоящих зданиях музея представлены материалы о жизни и творчестве советского и российского поэта Булата Окуджавы (1924—1997).
Мемориальные комнаты поэта открыты в полученном им в аренду в 1987 году от Союза писателей СССР дачном домике 1950-х годов постройки.
Во втором здании устроен небольшой лекционно-концертный зал и экспозиция фото, печатных изданий, афиш, конвертов грампластинок, подарков, связанных с поэтом. Здесь же находятся административные помещения музея.

## Галерея

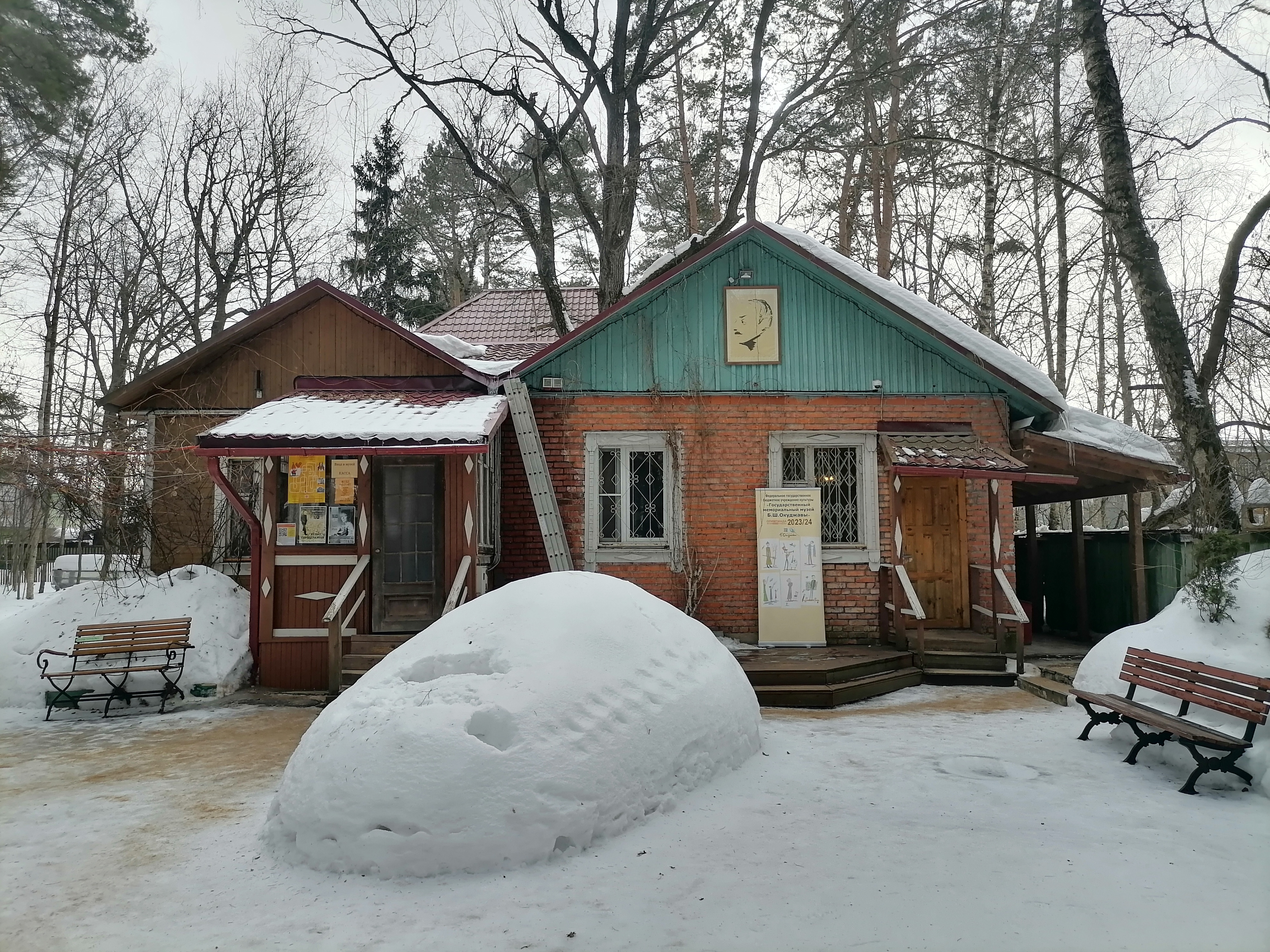
Лекционно-концертный и административный корпус
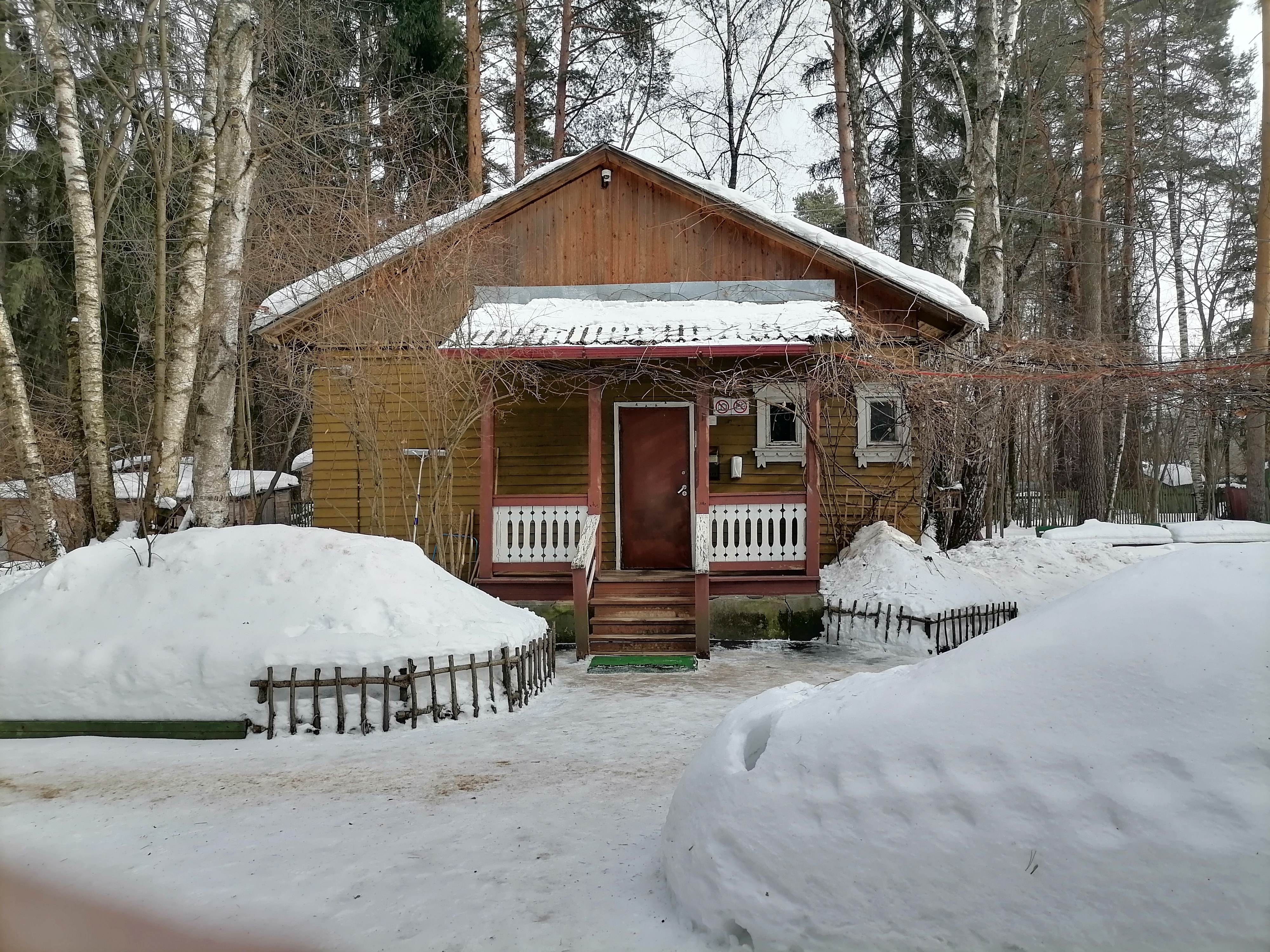
Мемориальный дом
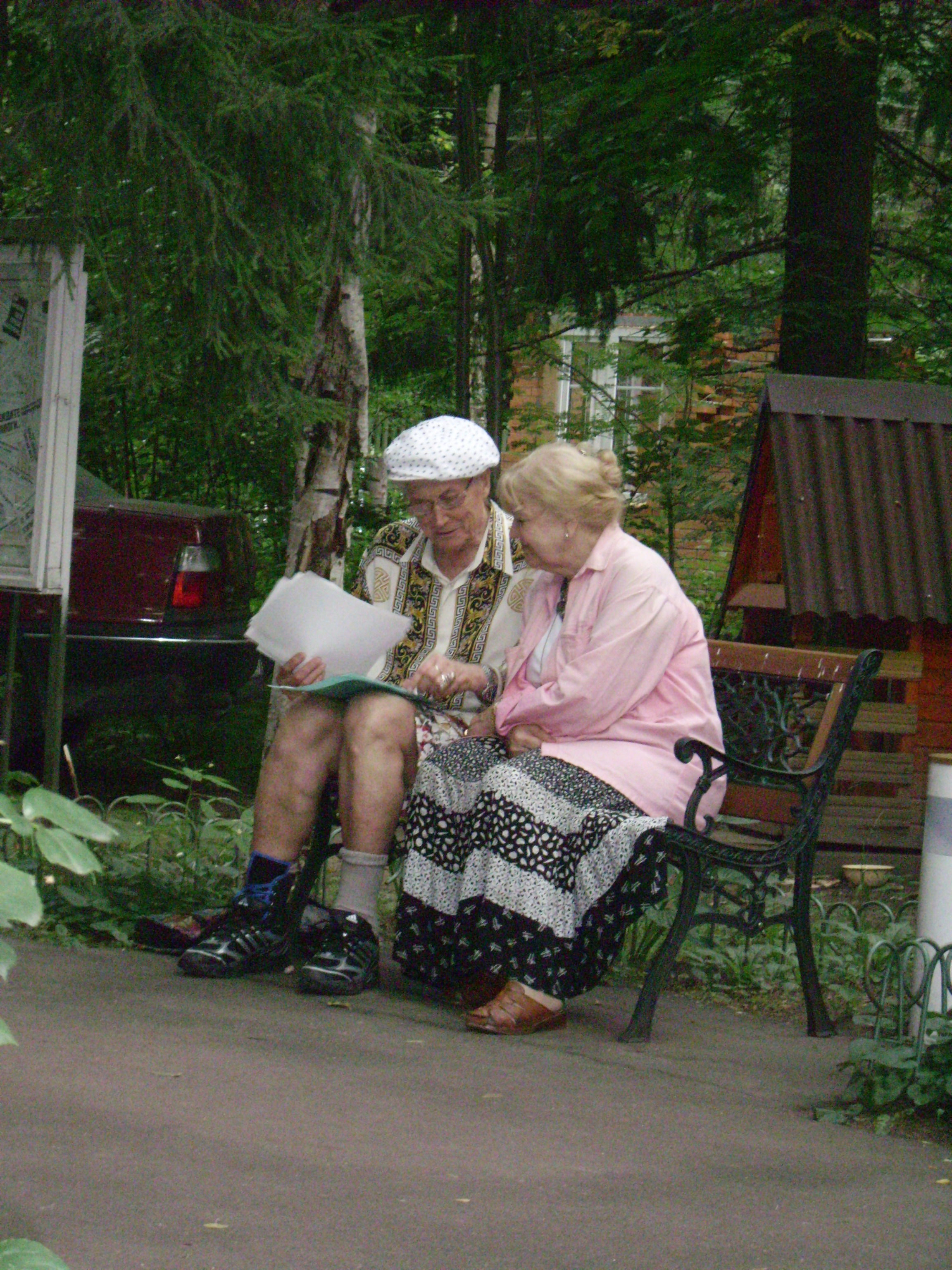
О. Арцимович и Е. Евтушенко во дворе музея
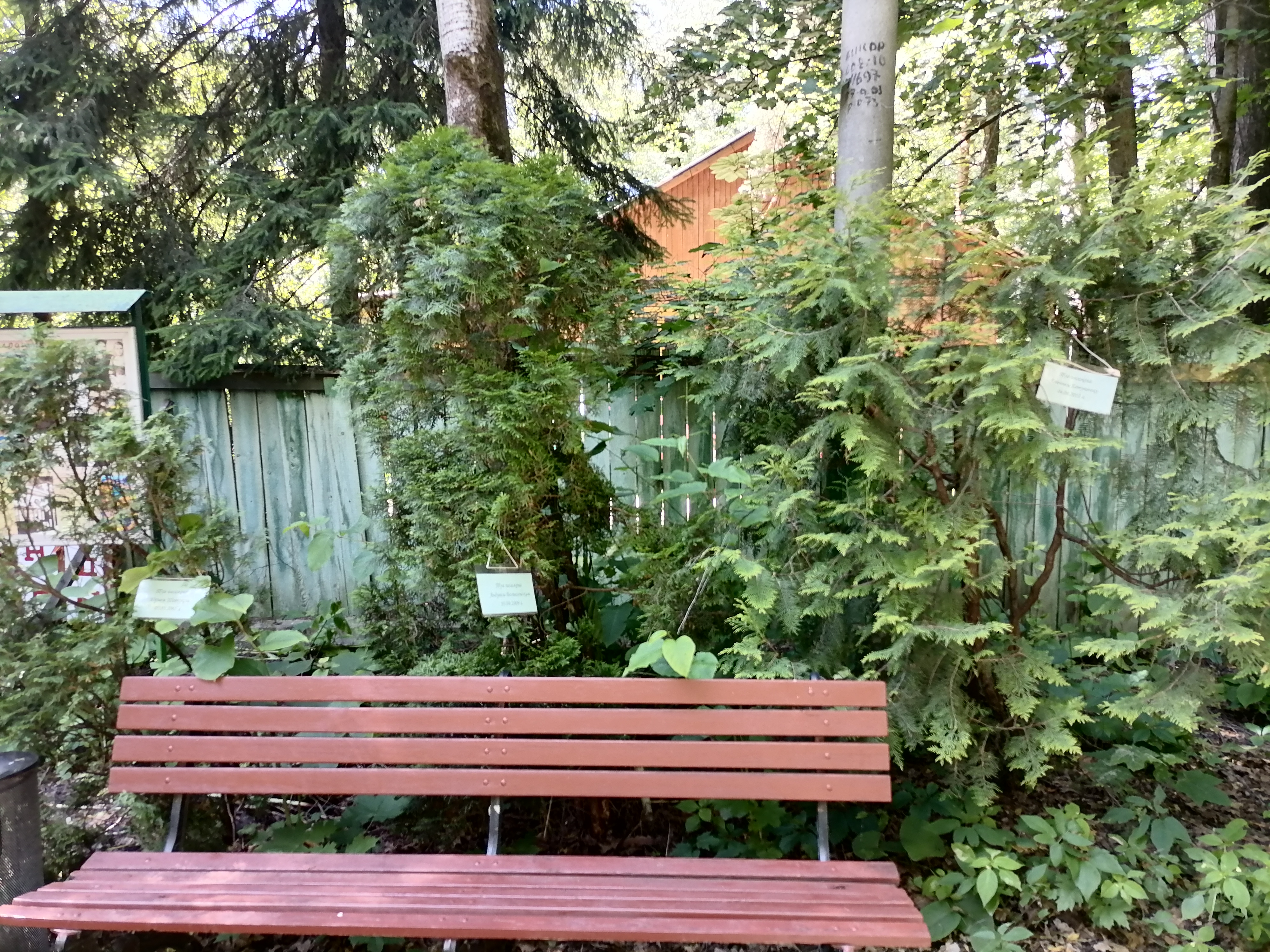
Туи, посаженные во дворе музея Ю. Шевчуком, А. Вознесенским, Е. Евтушенко
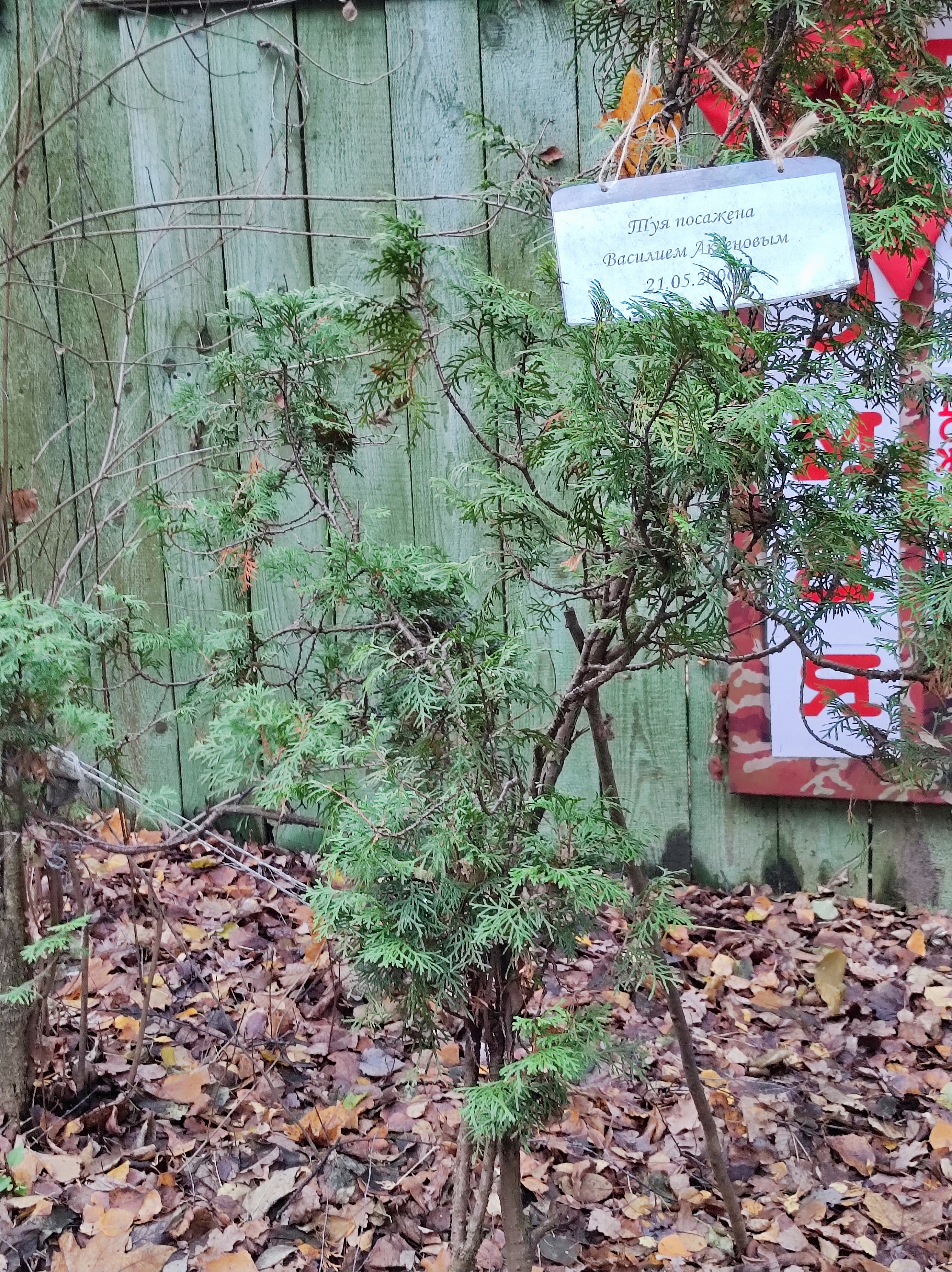
Туя, посаженная во дворе музея В. Аксеновым
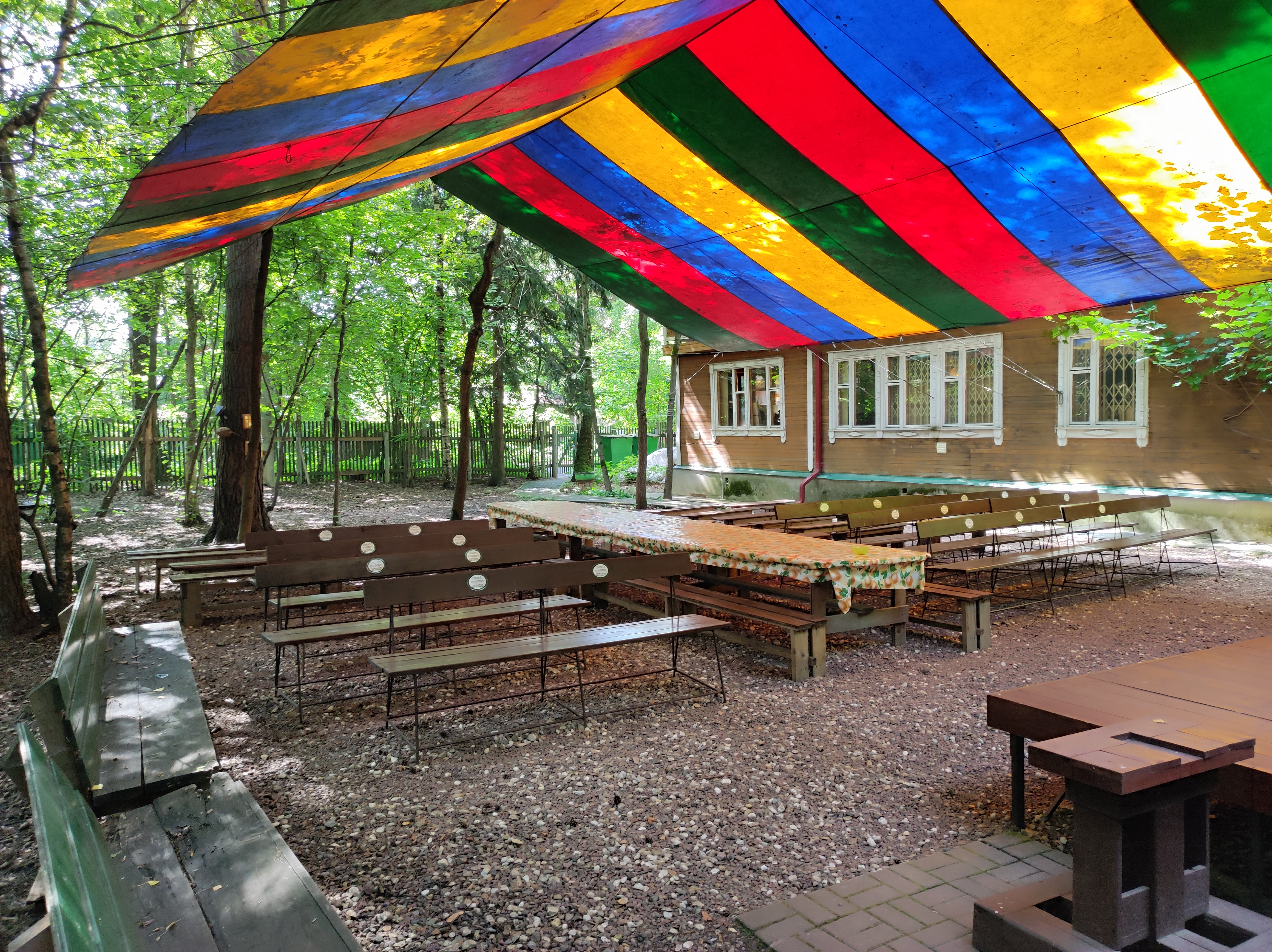
Летний концертный зал на территории музея